# A Buried Secret
A Buried Secret è un cortometraggio muto del 1909. Il nome del regista non viene riportato nei credit del film.

## Trama
Una giovane donna, uscita da un negozio di modista, cerca con modi sospetti di disfarsi di un misterioso pacchetto. I suoi armeggi vengono notati e la ragazza non riesce a buttare via la scatola senza aver testimoni. Il pacco, alla fine, viene recuperato da un agente che lo porta alla stazione di polizia. Qui, davanti agli astanti, il capitano finalmente lo apre scoprendo l'arcano: non si tratto altro che di un paio di vecchi corsetti fuori moda.

## Produzione
Il film fu prodotto dalla Lubin Manufacturing Company.

## Distribuzione
Distribuito dalla Lubin Manufacturing Company, il film - un cortometraggio della lunghezza di 136 metri - uscì nelle sale cinematografiche statunitensi il 25 ottobre 1909. Nelle proiezioni, veniva programmato con il sistema dello split reel, accorpato in un'unica bobina con un altro cortometraggio prodotto dalla Lubin, la commedia A Visit to Uncle.